# Wratysław (najstarszy syn Przemysła Ottokara I)
Wratysław (ur. przed 1181 r., zm. po 25 stycznia 1231 r.) – najstarszy syn Przemysła Ottokara I i jego pierwszej żony Adelajdy Miśnieńskiej.
W 1198 r. po rozwodzie rodziców stracił prawo do następstwa tronu mimo że Przemysł Ottokar I nie miał wówczas innych synów. Mieszkał na dworze w Miśni. W 1212 r. cesarz Otto IV nadał mu Czechy w lenno. Była to jednak tylko karta przetargowa w walce o tron niemiecki. Wratysław nie miał najmniejszych szans na objęcie władzy w Czechach. W 1216 r. Przemysł Ottokar I zmienił prawo o następstwie tronu i definitywnie pozbawił najstarszego syna praw do korony. Wratysław był po raz ostatni wzmiankowany w 1231 r.